# Кокорна
Кокорна (исп. Cocorná) — город и муниципалитет на севере Колумбии, на территории департамента Антьокия. Входит в состав субрегиона Восточная Антьокия.

## История
Поселение из которого позднее вырос город было основано 14 февраля 1793 года. Муниципалитет Кокорна был выделен в отдельную административную единицу в 1864 году.

## Географическое положение

Муниципалитет Кокорна

Город расположен в юго-восточной части департамента, в гористой местности Центральной Кордильеры, на берегу одноимённой реки, на расстоянии приблизительно 42 километров к востоку-юго-востоку (ESE) от Медельина, административного центра департамента. Абсолютная высота — 1241 метр над уровнем моря.

Муниципалитет Кокорна граничит на севере с муниципалитетом Эль-Сантуарио, на северо-востоке — с муниципалитетом Гранада, на востоке — с муниципалитетами Сан-Луис и Сан-Франсиско, на юге — с муниципалитетом Сонсон, на западе — с муниципалитетом Эль-Кармен-де-Вибораль. Площадь муниципалитета составляет 210 км².

## Население
По данным Национального административного департамента статистики Колумбии, совокупная численность населения города и муниципалитета в 2012 году составляла 15 013 человек.
Динамика численности населения муниципалитета по годам:
| 2005   | 2006   | 2007   | 2008   | 2009   | 2010   | 2011   | 2012   |
| ------ | ------ | ------ | ------ | ------ | ------ | ------ | ------ |
| 15 119 | 15 097 | 15 087 | 15 069 | 15 068 | 15 041 | 15 035 | 15 013 |

Согласно данным переписи 2005 года мужчины составляли 49,6 % от населения Кокорны, женщины — соответственно 50,4 %. В расовом отношении белые и метисы составляли 99,8 % от населения города; негры, мулаты и райсальцы — 0,2 %.
Уровень грамотности среди всего населения составлял 82,7 %.

## Экономика
Основу экономики Кокорны составляют сельскохозяйственное производство и туризм. На территории муниципалитета выращивают сахарный тростник, кофе, гуаву, бананы, маниок и другие культуры. Развиты животноводство и аквакультура.

42,8 % от общего числа городских и муниципальных предприятий составляют предприятия торговой сферы, 26,3 % — предприятия сферы обслуживания, 29,9 % — промышленные предприятия, 1 % — предприятия иных отраслей экономики.